# Savur

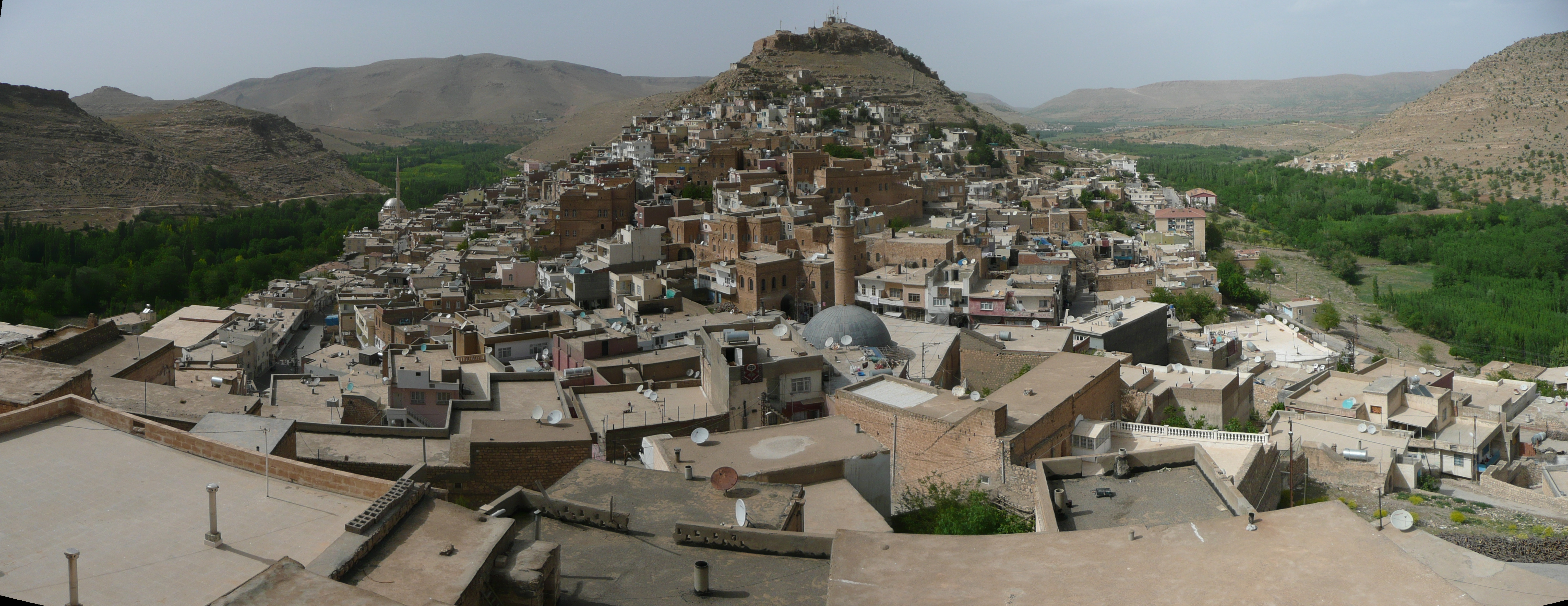
Blick auf Savur (2008)

Savur (Aramäisch ܨܰܘܪܳܐ sawro arabisch صاور, DMG Sāwr, kurdisch Stewr oder Stewrê) ist eine Stadtgemeinde (Belediye) im gleichnamigen Ilçe (Landkreis) der Provinz Mardin in der türkischen Region Südostanatolien und gleichzeitig ein Stadtbezirk der 2012 gebildeten Büyükşehir belediyesi Mardin (Großstadtgemeinde/Metropolprovinz). Seit der Gebietsreform ab 2013 ist die Gemeinde flächen- und einwohnermäßig identisch mit dem Landkreis.
Savur liegt im Norden der Provinz und grenzt im Osten an die Provinzen Batman und im Norden und Westen Diyarbakır. Im Süden sind Artuklu, Ömerli, Yeşilli und Midyat die Nachbarn. Der Landkreis wird von Türken, Arabern und Kurden bewohnt.
Savur (siehe Savur Çayı) ist auch der Name eines Nebenflusses des Tigris.
Der Kreis (bzw. Kaza als Vorgänger) existierte schon vor Gründung der Türkischen Republik 1923 und hatte bei der ersten Volkszählung 1927 28.663 Einwohner in 102 Dörfern (auf 855 km²), davon 2.352 Einwohner im Verwaltungssitz. Die in einem alternativen Stadtlogo vorhandene Jahreszahl (1884) dürfte auf das Jahr der Ernennung zur Stadtgemeinde (Belediye) hinweisen.
(Bis) Ende 2012 bestand der Landkreis neben der Kreisstadt aus den drei Stadtgemeinden Pınardere, Sürgücü und Yeşilalan sowie 35 Dörfern (Köy) in zwei Bucaks, die während der Verwaltungsreform 2013/2014 in Mahalle (Stadtviertel/Ortsteile) überführt wurden. Die drei existierenden Mahalle der Kreisstadt blieben erhalten, während die sechs Mahalle der drei o. g. anderen Belediye vereint und zu je einem Mahalle vereint wurden. Durch Herabstufung dieser Belediye und der Dörfer zu Mahalle stieg deren Zahl auf 41 an. Ihnen steht ein Muhtar als oberster Beamter vor.
Ende 2020 lebten durchschnittlich 637 Menschen in jedem Mahalle, 3.048 Einw. im bevölkerungsreichsten (Safa Mah.).

Fotografische Eindrücke aus Savur
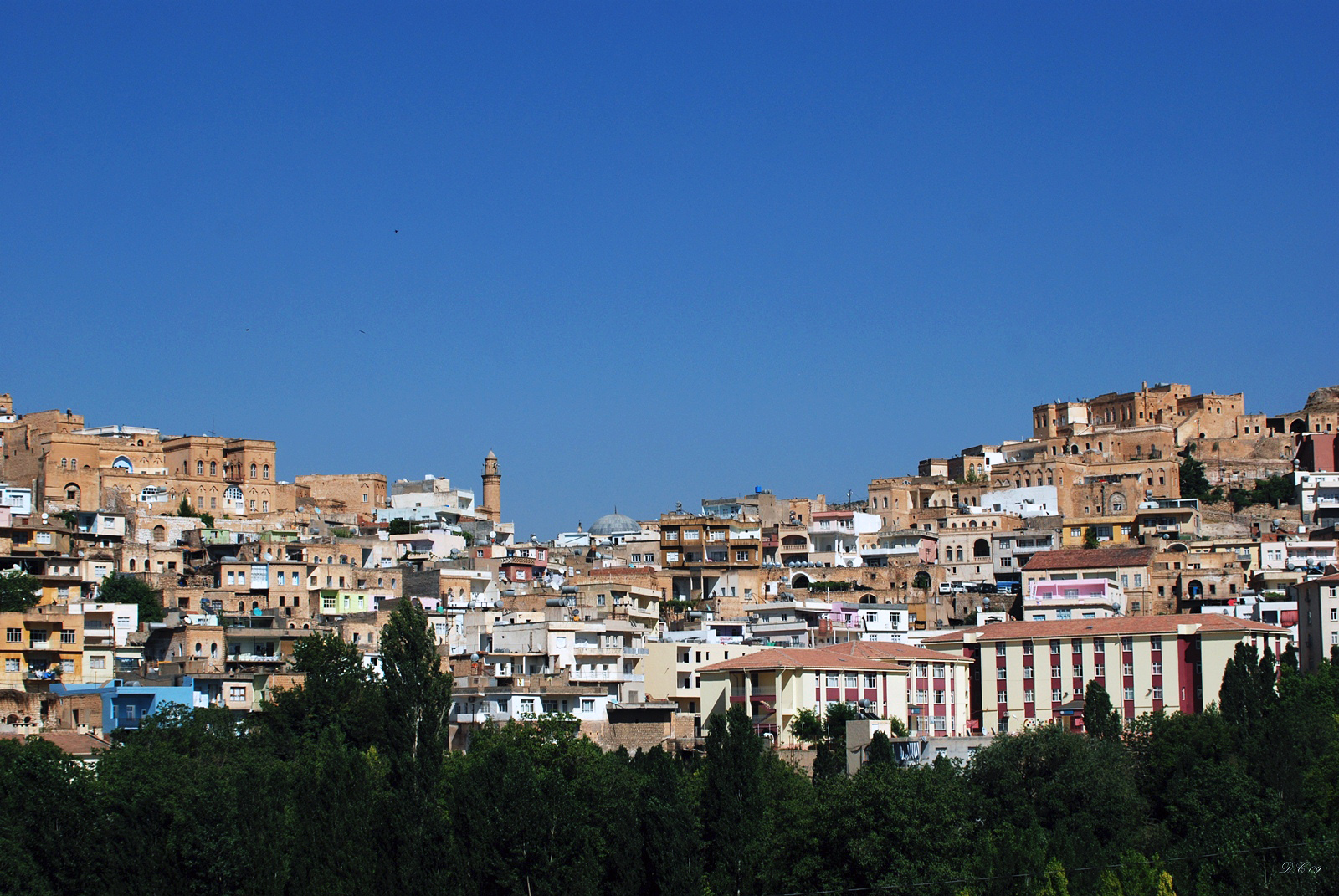
Savur
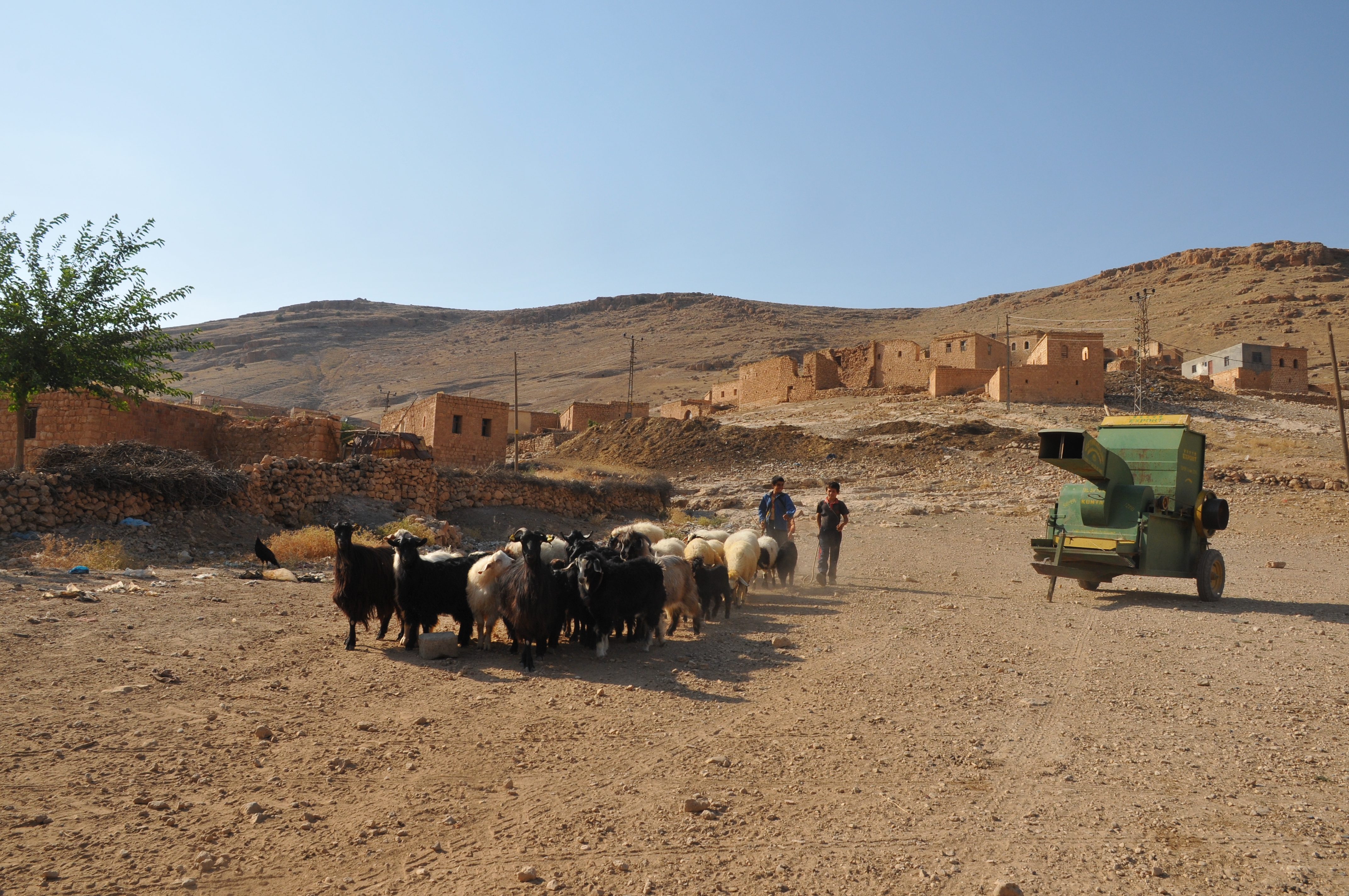
Cilîn
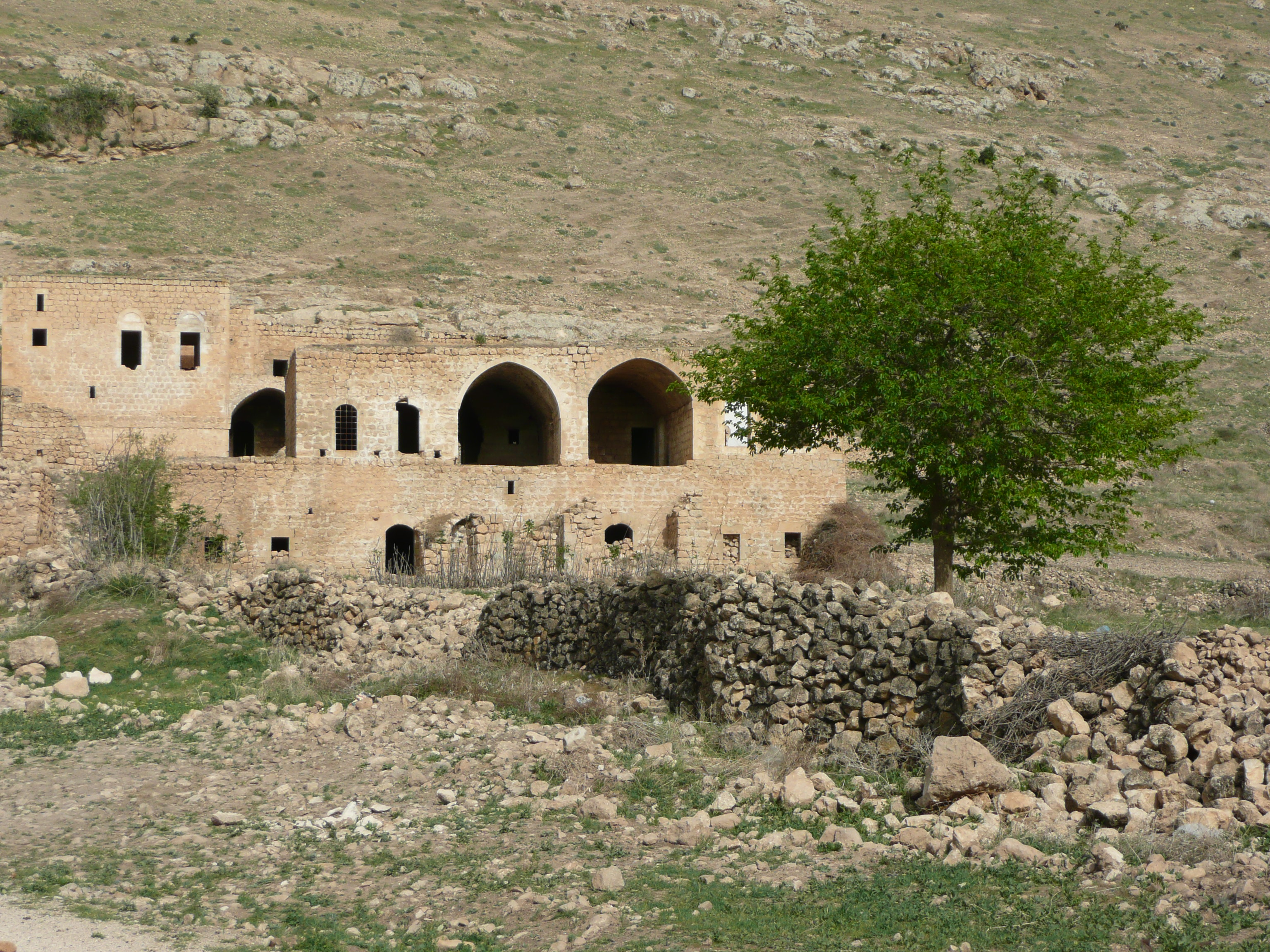
Killit
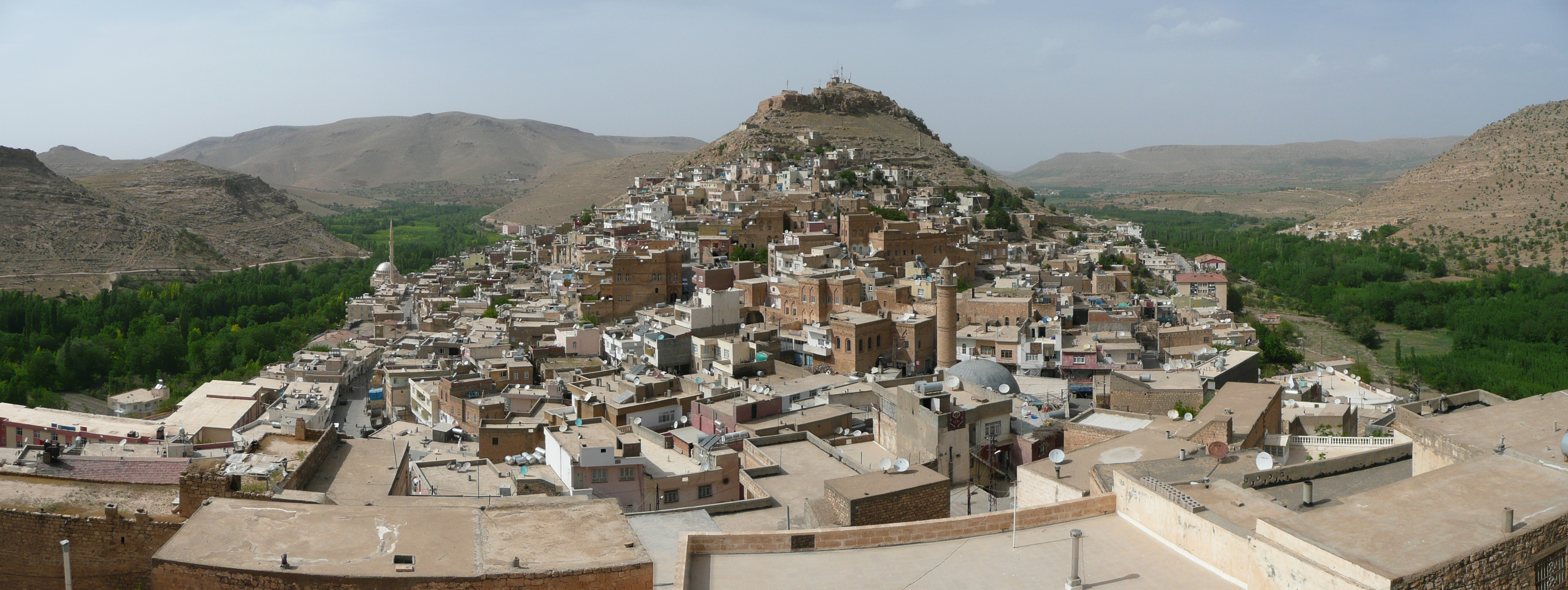
Blick auf Savur (2008)

## Persönlichkeiten
- Aziz Sancar (* 1946), Nobelpreisträger für Chemie 2015
- Mithat Sancar (* 1963), Jurist, Hochschullehrer und Politiker (HDP)
- Arif Taşdelen (* 1974), deutscher Politiker